# Зографське Євангеліє
Зографське Євангеліє — одна з найвидатніших пам'яток старослов'янського письменства; неповний рукопис на 304 пергаментних листках. До 1860 року пам'ятка зберігалась в Зографському монастирі на Афоні, потім була привезена до Петербурга і зараз знаходиться у Санкт-Петербурзькій публічній бібліотеці ім. Салтикова-Щедріна. Пам'ятку відкрив В. І. Григорович у 1845 році. Російський археолог П. Севастьянов сфотографував її у 1857 році і зробив доступною вченим. У 1860 році Зографський монастир на клопотання цього ж П. Севастьянова подарував своє коштовне Євангеліє російському цареві Олександрові ІІ. 

На підставі палеографічних і лінгвістичних досліджень славісти вважають, що Зографське євангеліє написане в Македонії. Про час написання пам'ятки є кілька припущень. У науці закріпилося датування В.Ягича, який доводить, що Зографське євангеліє написане у кінці Х — на початку ХІ ст. Після Київських листків Зографське Євангеліє вважається найціннішою пам'яткою для вивчення старослов'янської мови.

## Зміст Євангелія
Містить 288 аркушів власне євангельського тексту і 16 аркушів написаного кирилицею синаксаря (святці). Листи 41-57 представляють собою більш пізню вставку (XI—XII ст.) і до канону старослов'янських пам'яток не відносяться (як і Синаксар).
У мові пам'ятки відображена нова для того часу фонетична особливість, пов'язана зі зміною скорочених звуків, що на листі висловлено пропуском букв ъ і ь, змішанням їх і заміною буквами о, е:
- многъ замість мъногъ
- зло замість зъло
- днесь замість дьньсь і ін.

У рукописі зустрічаються грецькі слова, які не перекладені ще на слов'янську мову (тектонъ — тесля, алавастръ — посудина з алебастру, архисинагогъ— старійшина синагоги, архитриклинъ — розпорядник бенкету, игемонъ — начальник області, геена — місце вічних мук і ін.).
У мові пам'ятника спостерігаються давні слов'янські граматичні форми (простий аорист). Ця особливість зближує рукопис з Київськими листками та іншими глаголичними пам'ятками.